# Conservació del medi ambient

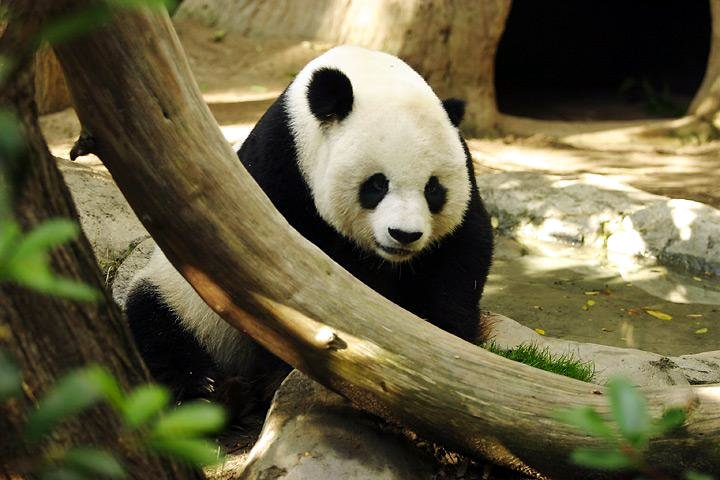
El panda gegant, mascota del Fons Mundial per a la Natura (WWF), s'ha convertit en un dels símbols mundials de la protecció i la conservació del medi ambient.

La conservació del medi ambient, conservació de la natura o, simplement, conservació és el conjunt de principis i tècniques per a l'ús racional i sostenible dels recursos naturals. L'objectiu principal és mantenir el medi ambient en bon estat, incloent-hi la fauna, la flora, els recursos no renovables (incloent-hi, els metalls, els minerals i les energies fòssils), els paisatges, els hàbitats i la biodiversitat, sense excloure l'ús dels ecosistemes pels éssers humans.
Una sèrie de valors estan a la base de la conservació, com són el biocentrisme, l'antropocentrisme, l'ecocentrisme i el sentientisme. Recentment s'ha produït un moviment cap a la conservació basada en evidències que demana un major ús de les proves científiques per millorar l'eficàcia dels esforços de conservació.
No s'ha de confondre l'ètica de la conservació amb el conservacionisme, que és el moviment polític, social i científic format per les persones i les entitats que volen establir, divulgar, promoure i aplicar principis i polítiques de conservació del medi ambient.

## Introducció
Conservar els hàbitats en les ecoregions terrestres, aturar la desforestació i l'extinció d'espècies, protegir la vida marina de la sobrepesca i aturar el canvi climàtic són objectius compartits per molts grups amb una àmplia varietat de motivacions. La finalitat última de l'ètica de la conservació, és que el llegat ambiental "estigui disponible per a les generacions futures".
El valor principal subjacent a la majoria de les expressions de l'ètica de conservació és que el món natural té un valor intrínsec i intangible que va més enllà d'un valor utilitari. Aquesta concepció va ser desenvolupada per parts del moviment científic de conservació i algunes de les escoles romàntiques més antigues del moviment ecologista. Els filòsofs han donat valor intrínsec a diferents aspectes de la natura, ja siguin organismes individuals (biocentrisme) o conjunts ecològics com espècies o ecosistemes (ecoholisme).
Les escoles de conservació més utilitàries adopten una perspectiva antropocèntrica i busquen una valoració adequada dels impactes locals i globals de l'activitat humana sobre el medi ambient i els seus efectes sobre el benestar humà, actual i futur. La manera com s'avaluen i s'intercanvien aquests valors entre les persones determina les restriccions i imperatius socials, polítics i personals mitjançant els quals es practica la conservació; el que resulta un objectiu comú en el moviment ambientalista modern. Cada vegada hi ha més interès a estendre la responsabilitat del benestar humà per incloure el benestar dels animals sensibles. Les branques de l'ètica de la conservació centrades en individus sensibles inclouen l'ecofeminisme i la conservació compassiva. Tot i que aquests moviments han seguit diferents camins, conserven les seves arrels en la conservació ambiental.
Als Estats Units, l'any 1864 es van publicar dos llibres que van establir les bases de les tradicions de conservació romàntiques i utilitaristes a Amèrica. La publicació pòstuma de Henry David Thoreau titulada Walden, que va establir la grandesa de la natura verge com una ciutadella per nodrir l'esperit de l'home. El segon llibre, molt diferent, va ser publicat per George Perkins Marsh i es titulava L'home i la natura (Man and Nature), posteriorment sutitulat com "La Terra modificada per l'acció humana" ("The Earth as Modified by Human Action"). La conclusió a la que arribava l'autor, d'acord amb les seves observacions, era que l'home esgotava i alterava la terra de la qual depèn la seva supervivència.
Avui dia, l'ètica de conservació per part dels consumidors és expressada amb l'eslògan de les quatre R: "Repensar, Reduir, Reciclar i Reparar". Aquesta ètica social es refereix principalment al consum local, el consum responsable, la sostenibilitat, i l'ús correcte dels recursos renovables, la moderació respecte a l'ús destructiu dels recursos finits i la prevenció de dany als recursos comuns, com ara la qualitat de l'aire i de l'aigua, les funcions naturals de la terra, així com els valors culturals en els ambients contruïts.
La persona acreditada amb la formulació de l'ètica de la conservació als Estats Units és l'expresident, Theodore Roosevelt., que hauria afirmat: "la conservació dels recursos naturals és el problema fonamental. Si no resolem aquest problema, ens servirà de poc resoldre tots els altres".

## Terminologia
En l'ús comú, el terme es refereix a la protecció sistemàtica dels recursos naturals com els boscos, inclosa la seva biodiversitat. Carl F. Jordan defineix:
| « | conservació biològica com una filosofia de gestió del medi ambient de manera que no es malmeti, s'esgoti o s'extingeixi el mateix. | » |

Tot i que aquest ús no és nou, la idea de la conservació biològica s'ha aplicat als principis d'ecologia, biogeografia, antropologia, economia i sociologia per mantenir la biodiversitat.
El terme "conservació" en si mateix, pot cobrir conceptes com diversitat cultural, diversitat genètica, el concepte de moviments en pro de la conservació ambiental, i el de banc de llavors. Aquests, sovint es resumeixen com la prioritat de respectar la diversitat, especialment per la política verda.
Els moviments més recents es poden considerar una resistència al comercialisme i de la globalització. Slow food és una conseqüència del rebuig d'aquests com a prioritats morals, conjuminat al fet d'adoptar un estil de vida amb senzillesa.

## Pràctica

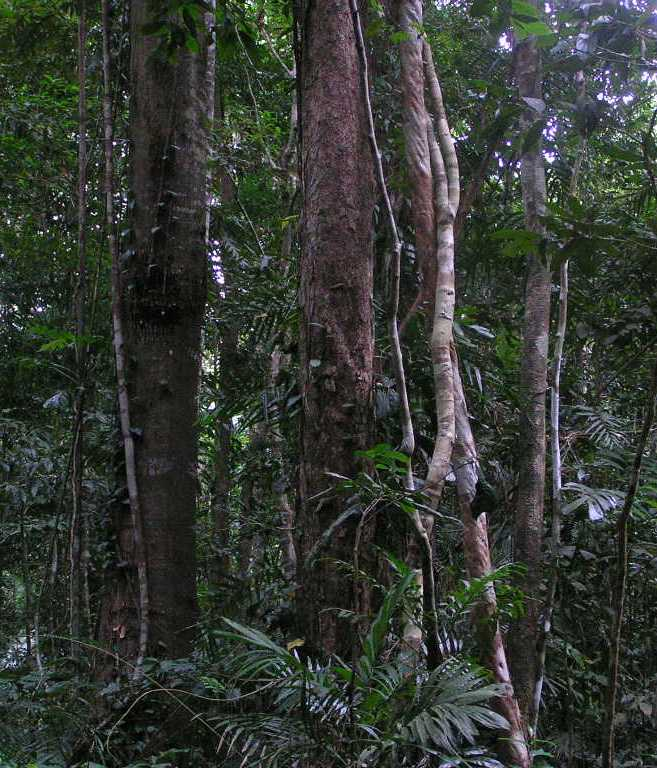
Bosc tropical protegit a Daintree a Queensland, Austràlia

Diferents tendències existeixen en relació amb el desenvolupament de la conservació. Si bé els esforços de molts països per preservar les espècies i els seus hàbitats han estat dirigits pels governs, a Europa Occidental tendien a sorgir de la classe mitjana i de l'interès aristocràtic amb relació a la història natural, expressada a nivell personal, però també de la societat científica del moment, tant a nivell local, com regional o nacional. Així, països com la Gran Bretanya, els Països Baixos, Alemanya, etc. tenien el que avui es coneix com a ONGs - tal com la RSPB (Societat Reial per a la Protecció de les Aus), la Fundació Nacional per als Llocs d'Interès Històric o de Bellesa Natural, Natuurmonumenten, els fideïcomisos de conservació per a cada província holandesa, Vogelbescherming, etc. - molt abans que hi hagués parcs nacionals i reserves naturals. Això reflecteix en part l'absència d'àrees silvestres en una Europa altament ocupada per conreus, així com un interès pel que fa al laissez-faire governamental en alguns països, com el Regne Unit. Als Estats Units, John Muir, home d'origen escocès i fundador del Moviment dels parcs nacionals (i per tant de la conservació patrocinada pel govern), va fer un excel·lent treball impulsant la creació de parcs nacionals com els de Yosemite i el Yellowstone. Avui dia, més del 10% del territori mundial està protegit legalment d'alguna manera o altra, tot i que la recaptació de fons resulta insuficient per a sufragar les despeses que serien necessàries per a gestionar eficaçment tota la terra protegida.
Les àrees protegides en els països en vies de desenvolupament, on, probablement, viuen el 70 o 80% de les espècies del món, segueixen comptant amb molt poca gestió i protecció. Alguns països, com Mèxic, tenen organitzacions civils sense ànim de lucre i propietaris de terres dedicats a protegir grans propietats particulars, com és el cas de la Hisenda Maya a la Selva Chichen i la seva reserva per al refugi d'aus a Chichén Itzá, Yucatán. La Fundació Adopt a Ranger ha calculat que es necessitarien al voltant de 150.000 guarda-boscos per a les àrees protegides en els països en vies de desenvolupament. No hi ha dades sobre el nombre de guardes forestals emprats en l'actualitat, però molt probablement menys de la meitat de les àrees protegides en països en desenvolupament o en transició no en tenen cap, i d'aquells que en tenen, almenys el 50% fan curt. Això suposa que hi hauria una dèficit de 105.000 guardes forestals en aquests països.
Un dels conservacionistes més importants del món, el Dr. Kenton Miller, considera que "el futur dels nostre patrimoni ecosistèmic depèn dels guardes forestals. Amb la rapidesa en la qual els reptes en les àrees protegides estan canviant i creixent, mai havia estat tan necessària la preparació humana en aquest sentit. Els guardes són la columna vertebral de la correcta administració de qualsevol parc, treballant en la primera línia amb els científics, visitants i membres de les comunitats locals."
"Adopt A Ranger", tem que el dèficit de guardes forestals sigui el major factor limitant en l'efectiva conservació de la natura en el 75% del món. Actualment, cap organització de conservació, país occidental o organització internacional s'ocupa d'aquest problema. Altrament, entitats com Survival International, han defensat la cooperació amb els pobles tribals locals, que són aliats naturals del moviment conservadocionista i que poden proporcionar una protecció més rendible, en termes de cost-efectivitat.

## Conservació vs Preservació
Els termes conservació i preservació s'empren sovint de forma indistinta en la literatura, tant popular com especialitzada. Tanmateix, el Servei de Parcs Nacionals dels EUA puntualitza com aquests dos termes representen concepcions molt diferents de l'ètica de la protecció del medi ambient:
| « | "La conservació i la preservació estan estretament relacionades i poden semblar significar el mateix. Tots dos termes impliquen un cert grau de protecció, però la manera com es duu a terme aquesta protecció és la clau de la diferència. La conservació s'associa generalment a la protecció dels recursos naturals, mentre que la preservació s'associa a la protecció d'edificis, objectes i paisatges. En altres paraules, la conservació busca l'ús adequat de la natura, mentre que la preservació busca la protecció de la natura del seu ús". | » |

Durant el moviment ecologista de principis del segle xx, van sorgir dues faccions oposades: els conservacionistes i els preservacionistes. Els conservacionistes van intentar regular l'ús humà mentre que els preservacionistes van intentar eliminar completament l'impacte humà. Als Estats Units, això es traduí en el desenvolupament d'un sistema dual de gestió de les terres de propietat federal. Per una banda, els preservacionistes, amb John Muir al capdavant, van crear parcs nacionals en els paisatges més icònics del país, on l'activitat humana extractiva està extremament restringida. Per altra banda, Gifford Pinchot, que fou el primer cap del servei forestal dels EUA, amb una filosofia conservacionista, va impulsar la creació dels boscos nacionals, on l'activitat forestal i minera estan permeses de forma controlada, permetent que moltes comunitats puguin viure de l'explotació dels recursos naturals en les àrees delimitades. Finalment, les tesis del segon tingueren major preeminència quan el president Roosevelt va acordar que la conservació era la millor pràctica per a la majoria de terres de propietat federal.

## Conservació basada en evidències
La conservació basada en evidències és l'aplicació d'estudis probatoris en accions de gestió de la conservació i en la formulació de polítiques per al sector. Es defineix com una avaluació sistemàtica de la informació científica de publicacions, textos revisats per col·legues, experiències de professionals, avaluació d'experts independents i coneixements locals i indígenes sobre un tema de conservació específic. Això inclou avaluar l'eficàcia actual de diferents intervencions de gestió, amenaces, problemes emergents i factors econòmics.
La conservació basada en evidències es va organitzar a partir de la constatació que la presa de decisions en conservació es basava en la intuïció i/o l'experiència del professional, ignorant sovint altres formes d'evidència d'èxits i fracassos (per exemple, informació científica). Això havia conduït a resultats minsos i onerosos. La conservació basada en evidències proporciona accés a informació que dongui suport a la presa de decisions mitjançant un marc basat en l'evidència del "què funciona" en la conservació.
L'enfocament dela conservació basada en evidències es basa en una pràctica contrastadora que va començar en el camp la medicina i es va estendre més tard a la infermeria, l'educació, la psicologia i altres camps. Forma part del moviment més ampli cap a pràctiques basades en evidències (en aglès, EBP - Evidence-based practice).